# 145. østlige længdekreds
Den 145. østlige længdekreds (eller 145 grader østlig længde) er en længdekreds, der ligger 145 grader øst for nulmeridianen. Den løber gennem Ishavet, Asien, Stillehavet, Australasien, det Indiske Ocean, det Sydlige Ishav og Antarktis.